# Широков, Игорь Викторович
Игорь Викторович Широков (3 апреля 1963, Омск, СССР) — советский и российский учёный, специалист в области теоретической и математической физики, криптографии, доктор физико-математических наук, профессор.

## Биография
Родился в 1963 г. в Омске.
В 1985 г. окончил физический факультет Омского государственного университета. В 1990 г. окончил аспирантуру Томского государственного университета и защитил кандидатскую диссертацию «Применение методов симметрии для интегрирования уравнений Даламбера и Шрёдингера» по специальности «Теоретическая физика». В 1994 г. окончил докторантуру ТГУ, защитил докторскую диссертацию «Алгебраические проблемы теории симметрии и методы интегрирования полевых уравнений» по специальности «Теоретическая физика». В 1990—2005 гг. работал в ОмГУ, в 2005—2009 гг. — в Иртышском филиале Новосибирской государственной академии водного транспорта, с 2009 г. — в Омском государственном техническом университете в должности профессора кафедры «Комплексная защита информации».

## Научная работа
Область научных интересов — теория симметрии и групповой анализ уравнений квантовой механики и теории поля, группы Ли, методы интегрирования классических и квантовых гамильтоновых систем, метод геометрического квантования и гармонический анализ на однородных пространствах.

### Основные результаты
- Разработал (совместно с А. В. Шаповаловым) метод некоммутативного интегрирования — общий метод решения линейных дифференциальных уравнений в частных производных, являющийся квантовым аналогом метода некоммутативного интегрирования конечномерных гамильтоновых систем А. С. Мищенко и А. Т. Фоменко[4]. В отличие от классического метода разделения переменных, требующего для своего применения наличия у уравнения достаточного числа попарно коммутирующих операторов симметрии[5], некоммутативный метод позволяет работать с алгебрами симметрий общего вида и тем самым получать решения некоторых уравнений, не допускающих разделения переменных, в частности, уравнений теории поля в ряде пространств с нештеккелевой метрикой.
- На основе метода орбит[англ.] А. А. Кириллова построил теорию гармонического анализа на группах Ли и однородных пространствах[6][7][8][9].
- Разработал способ явного вычисления функций композиции и инвариантных векторных полей для произвольной группы Ли по известным коммутациным соотношениям соответствующей ей[англ.] алгебры Ли[10].
- Решил задачу построения по заданной алгебре Ли однородных дифференциальных операторов первого порядка изоморфной ей алгебры неоднородных операторов — т. н. {\displaystyle {\mathfrak {gl}}(V)}-продолжения, или деформации, алгебры Ли[11]. Операторы такого вида возникают в квантовой механике как физические наблюдаемые и в математической физике как операторы симметрий дифференциальных уравнений.
- Разработал алгоритм построения инвариантов коприсоединённого представления групп Ли (функций Казимира), целиком сводящий данную задачу к операциям линейной алгебры[12].

## Педагогическая деятельность
И. В. Широков является создателем и руководителем научной школы группового анализа и интегрирования уравнений теории поля. Под его руководством защищены семь кандидатских и одна докторская диссертации по специальности «Теоретическая физика».